# Hypocaccus rugiceps
Hypocaccus rugiceps é uma espécie de insetos coleópteros polífagos pertencente à família Histeridae.
A autoridade científica da espécie é Duftschmid, tendo sido descrita no ano de 1805.
Trata-se de uma espécie presente no território português.